# 神奈川県社会人サッカー選手権大会
神奈川県社会人サッカー選手権大会（かながわけんしゃかいじんサッカーせんしゅけんたいかい）は、Jリーグ、JFL及び関東リーグ所属チームを除く（すなわち、神奈川県リーグ所属の）神奈川県サッカー協会第1種登録の社会人チームを対象として毎年1月から3月に開催されるサッカーのトーナメント大会である。

## 概要
本大会は、神奈川県リーグ所属の全ての社会人サッカーチームが優勝を賭けて争うトーナメント大会であるが、同時に神奈川県サッカー選手権大会（天皇杯県予選）社会人代表決定戦、全国社会人サッカー選手権大会関東予選・県代表決定戦、県リーグ2部昇格トーナメントを兼ねる。

### 1次トーナメント（2部昇格トーナメント）
毎年1月に開催。4ブロックに分かれてのトーナメント戦。県リーグ3部の各ブロックで2位以内になったチームが出場。各ブロックを勝ち抜いた4チームが決勝トーナメントへ進出し、同時に県リーグ2部へ自動昇格となる。

### 決勝トーナメント
毎年2月から3月にかけて開催。1次トーナメントを勝ち抜いた4チーム、県リーグ1部の全チーム、同2部の上位チームが出場する。優勝したチームは、神奈川県サッカー選手権大会（天皇杯県予選）に社会人代表として出場できる。また、あわせて全国社会人サッカー選手権大会関東予選に神奈川県代表として出場できる。

## 結果
| 回 | 開催年 | 優勝                | 結果             | 準優勝                     |  | ベスト4                                   |
| -- | ------ | ------------------- | ---------------- | -------------------------- |  | ----------------------------------------- |
| 19 | 2000年 | 藤沢市役所          |                  | 港北FC                     |  |                                           |
| 20 | 2001年 | Y.S.C.C.            |                  |                            |  |                                           |
| 21 | 2002年 | Y.S.C.C.            |                  |                            |  |                                           |
| 22 | 2003年 | 六浦FC              | 4 - 1            | 南FC                       |  | コワダSC 大沢FC                           |
| 23 | 2004年 | 大沢FC              | 2 - 1            | 六浦FC                     |  | FC ASAHI 大清水クラブ                     |
| 24 | 2005年 | 六浦FC              | 3 - 0            | コワダSC                   |  | 横浜猛蹴 フットワーククラブ               |
| 25 | 2006年 | 東海FC WINGS        | 1 - 1 (PK 5 - 3) | 六浦FC                     |  | 大沢FC かながわクラブ                     |
| 26 | 2007年 | 大沢FC              | 1 - 0            | 横浜GSFCコブラ             |  | 横浜猛蹴 かながわクラブ                   |
| 27 | 2008年 | 六浦FC              | 2 - 1            | 日本工学院F･マリノス       |  | フットワーククラブ 横浜GSFCコブラ         |
| 28 | 2009年 | S.C.相模原          | 1 - 1 (PK 4 - 3) | 横浜猛蹴                   |  | ブレッサ相模原 横浜GSFCコブラ             |
| 29 | 2010年 | S.C.相模原          | 5 - 1            | 日本工学院F･マリノス       |  | 横浜猛蹴 六浦FC                           |
| 30 | 2011年 |                     | 中止             |                            |  | 横浜GSFCコブラ 港北FC さがみ大沢FC 六浦FC |
| 31 | 2012年 | 横浜GSFCコブラ      | 3 - 1            | 初声FC                     |  | 日本工学院SC 六浦FC                       |
| 32 | 2013年 | 六浦FC              | 2 - 0            | YOKOHAMA FIFTY CLUB        |  | かながわクラブ Y.S.C.C.セカンド           |
| 33 | 2014年 | 六浦FC              | 2 - 0            | YOKOHAMA FIFTY CLUB        |  | かながわクラブ Y.S.C.C.セカンド           |
| 34 | 2015年 | YOKOHAMA FIFTY CLUB | 2 - 0            | TUY                        |  | 平塚サッカークラブ FCグラシア相模原       |
| 35 | 2016年 | YOKOHAMA FIFTY CLUB | 2 - 1            | Yokosuka city fc           |  | 六浦FCセカンド TUY                        |
| 36 | 2017年 | Y.S.C.C.セカンド    | 2 - 2 (PK 3 - 1) | YOKOHAMA FIFTY CLUB        |  | FC横浜アズール 六浦FC                     |
| 37 | 2018年 | 品川CC横浜          | 4 - 0            | 海上自衛隊厚木基地マーカス |  | YOKOHAMA FIFTY CLUB 六浦FC                |
| 38 | 2019年 | 東邦チタニウム      | 1 - 0            | 日本工学院F･マリノス       |  | 品川CC横浜 FCグラシア相模原               |
| 39 | 2020年 | YOKOHAMA FIFTY CLUB | 1 - 0            | イトゥアーノFC横浜         |  | 日本工学院F･マリノス Y.S.C.C.セカンド     |
| 40 | 2021年 | 品川CC横浜          | 4 - 0            | 日本工学院F･マリノス       |  | FCグラシア相模原 Y.S.C.C.セカンド         |
| 41 | 2022年 | YOKOHAMA FIFTY CLUB | 2 - 1            | はやぶさイレブン           |  | 品川CC横浜 神奈川県教員SC                 |
| 42 | 2023年 | はやぶさイレブン    | 2 - 1            | イトゥアーノFC横浜         |  | 神奈川県教員SC エブリサ藤沢ユナイテッド   |
| 43 | 2024年 | ONODERA FC          | 3 - 1            | 品川CC横浜                 |  | 横浜GSFCコブラ 専修大学FC                 |

注釈
1. ↑  2014年度までは、2部昇格決定戦で敗れた4チームによる3部順位決定戦を行い、勝者の2チームは県リーグ2部の19・20位チームとの入替戦に出場することができた。
2. ↑  第30回大会は、この年の3月11日に発生した東日本大震災の影響により、準決勝以降の全試合が中止となった。なお、本来は優勝チームが獲得する全社関東予選への出場権は、協議の上、準決勝まで勝ち残った4チームの中で前年のリーグ戦成績が最上位だった六浦FCが獲得した。
3. ↑  第33回神奈川県社会人サッカー選手権大会
4. ↑  第34回神奈川県社会人サッカー選手権大会
5. ↑  第35回神奈川県社会人サッカー選手権大会
6. ↑  第36回神奈川県社会人サッカー選手権大会
7. ↑  第37回神奈川県社会人サッカー選手権大会
8. ↑  第38回神奈川県社会人サッカー選手権大会
9. ↑  第39回神奈川県社会人サッカー選手権大会
10. 1 2 3  新型コロナウイルスの影響により大会規模を縮小。1次トーナメントは開催せず、別途2部昇格トーナメントを行った。決勝トーナメントも16チームに絞って開催。
11. ↑  新型コロナウイルスの影響により大会規模を縮小。1次トーナメントは開催せず、別途2部昇格トーナメントを行った。決勝トーナメントも10チームに絞って開催。